# Ruta (rzeka)
Ruta (biał., ros. Рута) – rzeka w na Białorusi, w rejonie nowogródzkim i korelickim obwodu grodzieńskiego, lewy dopływ Serwecza długości 26 km.
Wypływa w okolicach miejscowości Rutka I. Ok. 2,5 km za Koreliczami wpada do Serwecza.